# Мікуні Кеннедіеґбус
Кеннедіеґбус Мікуні (яп. 三國ケネディエブス, англ. KennedyEgbus Mikuni, нар. 23 червня 2000, Хіґасі-Мураяма) — японський футболіст, захисник клубу «Авіспа Фукуока».

## Клубна кар'єра
Народився 23 червня 2000 року в місті Хіґасі-Мураяма в родині нігерійця і японки. Вихованець футбольної школи клубу «Авіспа Фукуока». Дорослу футбольну кар'єру розпочав 2019 року в основній команді того ж клубу, кольори якої захищає й донині.

## Виступи за збірні
У 2018 році у складі збірної Японії до 19 років Мікуні взяв участь в юнацькому (U-19) кубку Азії в Індонезії. На турнірі він допоміг своїй команді здобути бронзові медалі турніру. Цей результат дозволив команді до 20 років кваліфікуватись на молодіжний чемпіонат світу 2019 року у Польщі, куди поїхав і Мікуні.